# Осочанка
Осоча́нка (бел. Асача́нка, Бабёнка) — река в Узденском и Пуховичском районах Минской области Белоруссии. Длина составляет 17 км. Площадь водосбора — 135 км². Средний уклон водной поверхности — 0,4 %.

## Описание
Река берёт своё начало за 2 км на юго-западе от деревни Русаково, протекает по западной окраине Центральноберезенской равнине. Впадает в Птичь около деревни Подгатье Пуховичского района. Русло в среднем и нижнем течении на протяжении 14 км канализировано.